# 巴克斯旺普鎮區 (北卡羅萊納州羅伯遜縣)
巴克斯旺普鎮區（英語：Back Swamp Township）是位於美國北卡羅萊納州羅伯遜縣的一個鎮區。

## 地方資料
巴克斯旺普鎮區的面積為96.34平方千米，皆為陸地。根據2020年美國人口普查的數據，當地共有人口4502人，而人口密度為每平方千米46.73人。